# Шварцберг, Дора
Дора Шварцберг (нем. Dora Schwarzberg, при рождении Изидора Рафаиловна Шварцберг; род. 27 марта 1946, Ташкент) — австрийская скрипачка и музыкальный педагог. Заслуженный артист Республики Карелия.

## Биография
Родилась в семье музыкантов еврейского театра: отец — скрипач Рафаил Шварцберг, происходил из Румынии, мать — виолончелистка Мира Израилевна Шендерович (1921—?) — из Киева. Жила с родителями в Николаеве (1949—1955), потом в Кишинёве, где родители работали в ансамбле молдавского народного танца «Жок». Выпускница школы П. С. Столярского в Одессе (педагог Бениамин Мордкович).
Окончила Московскую консерваторию (1966—1971) и была распределена во Владимир. В 1969 году заняла 4-е место на Международном конкурсе скрипачей имени Паганини; постоянно выступала в дуэте с пианистом Борисом Петрушанским, в 1971 году заняла вместе с ним второе место на конкурсе ARD в Мюнхене.
Эмигрировала в Израиль в 1973 году, после замужества переехала в Нью-Йорк, преподавала в Маннес-колледже. Регулярно выступала в концертных залах Европы и Америки, с 1989 года постоянно гастролирует в России. Известен её творческий дуэт с виолончелистом Хорхе Боссо из Аргентины; выступала также в ансамбле с Мартой Аргерих.
Участник и лауреат многих международных музыкальных конкурсов и фестивалей, в том числе Международного фестиваля искусств имени Сахарова. В 1976 году заняла первое место на Конкурсе скрипачей имени Карла Флеша. В 1989—2018 годах — профессор Венского института искусств и музыки. Среди учеников — Патриция Копачинская, Марианна Васильева, Гийом Паш (фр. Guillaume Pasch). С 2018 года — профессор Школы музыки Бухмана-Меты Тель-Авивского университета.
- Муж — Иван Романов
  - Дочь — Нора Романова-Шварцберг, альтистка.
    - Внук — Яков